# Who Am I (canção)
"Who Am I" é uma canção gravada pela banda Casting Crowns.
É o segundo single do álbum de estreia lançado a 7 de outubro de 2003, Casting Crowns.

## Prémios
Em 2005, a canção ganhou dois Dove Awards, na categoria "Song of the Year" e "Pop/Contemporary Recorded Song of the Year", foi também nomeada na categoria "Worship Song of the Year".